# El Turbio
El Turbio est une localité rurale argentine située dans le département de Güer Aike, dans la province de Santa Cruz.

## Démographie
La localité compte 55 habitants (Indec, 2010), soit une augmentation de 150 % par rapport au précédent recensement de 2001 qui comptait 22 habitants.

## Sismicité
La région répond à la faille Fagnano-Magallanes, un système régional de faille sismogénique, orientée est-ouest, coïncidant avec la faille transformante entre les plaques sud-américaine (au nord) et plaque Scotia (au sud) avec une sismicité moyenne ; et sa dernière expression a eu lieu le 17 décembre 1949, à 22 h 30 UTC-3, avec une magnitude d'environ 7,8 sur l'échelle de Richter.